# Adrian Smiseth Sejersted
Adrian Smiseth Sejersted est un skieur alpin norvégien, né le 16 juillet 1994.

## Biographie
Il est actif dans les compétitions officielles à partir de la saison 2009-2010.
Au Festival olympique de la jeunesse européenne 2011, il arrive troisième du slalom.
En 2012, il débute en Coupe  d'Europe et devient champion de Norvège de descente.
Aux Championnats du monde junior 2013, il est médaillé de bronze au super G.
Aux Championnats du monde junior 2014, il remporte le titre sur la descente et finit médaille d'argent au super combiné. Il est ensuite convié aux Finales de la Coupe du monde, où il parvient à marquer quelques points (pour les quinze premiers) grâce à sa 14e place en descente.
Sa sœur Lotte est aussi une skieuse alpine de haut niveau.
En mars 2018, à Kvitfjell, en Norvège, il est quatrième du super G. L'hiver suivant, il marque davantage de points en Coupe du monde et participe aux Championnats du monde à Åre, où il est notamment huitième du super G.

## Palmarès

### Jeux olympiques
| Édition / Épreuve | Descente | Super-G | Slalom géant | Slalom | Combiné |
| ----------------- | -------- | ------- | ------------ | ------ | ------- |
| JO 2022 Pékin     | 11e      | 4e      | —            | —      | —       |

Légende :
- — : Adrian Smiseth Sejersted n'a pas participé à cette épreuve

### Championnats du monde
| Édition / Épreuve                | Descente        | Super-G         | Slalom géant    | Slalom          | Combiné alpin   |
| -------------------------------- | --------------- | --------------- | --------------- | --------------- | --------------- |
| Mondiaux 2019 Åre                | 14e             | 8e              | —               | —               | 16e             |
| Mondiaux 2021 Cortina d'Ampezzo  | Non sélectionné | Non sélectionné | Non sélectionné | Non sélectionné | Non sélectionné |
| Mondiaux 2023 Courchevel-Méribel | 16e             | 7e              | —               | —               | Abandon         |
| Mondiaux 2025 Saalbach           | —               | Bronze          | —               | —               | —               |

### Coupe du monde
- Meilleur classement général : 34e en 2019.
- 2 podiums : 1 deuxième place et 1 troisième place.

#### Différents classements en Coupe du monde
| Année     | Classement général final | Classement en descente | Classement en super G | Classement en combiné |
| 2013-2014 | 113e                     | 45e                    | -                     | -                     |
| 2015-2016 | 133e                     | -                      | 46e                   | -                     |
| 2016-2017 | 76e                      | 40e                    | 24e                   | 30e                   |
| 2017-2018 | 63e                      | 35e                    | 20e                   | -                     |
| 2018-2019 | 34e                      | 24e                    | 13e                   | -                     |
| 2019-2020 | 64e                      | 25e                    | 24e                   | -                     |
| 2020-2021 | 52e                      | 35e                    | 9e                    | -                     |

### Championnats du monde junior
- Mondiaux 2013 au Québec :
  -  Médaille de bronze en super G.
- Mondiaux 2014 à Jasná (Slovaquie) :
  -  Médaille d'or en descente.
  -  Médaille d'argent en super combiné.

### Festival olympique de la jeunesse européenne
- Liberec 2011 :
  -  Médaille de bronze en slalom.

### Coupe d'Europe
- 2 victoires en descente.

### Championnats de Norvège
- Champion de la descente en 2012, 2018 et 2019.
- Champion de super G en 2016.